# Saint-Même-les-Carrières
Saint-Même-les-Carrières è un comune francese di 1 119 abitanti situato nel dipartimento della Charente, nella regione della Nuova Aquitania.

## Società

### Evoluzione demografica
Abitanti censiti